# Paul Halmos

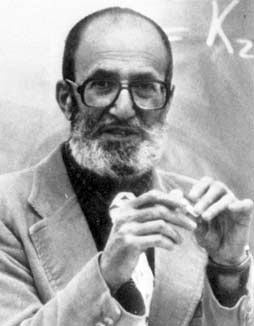
Paul Halmos

Paul Richard Halmos (Boedapest, 3 maart 1916 – Los Gatos, 2 oktober 2006) was een Amerikaanse wiskundige en statisticus van Hongaarse komaf.

## Loopbaan
Halmos hield zich met allerlei wiskundige en statistische onderwerpen bezig zoals kansrekening, statistiek, functionaalanalyse (in het bijzonder de Hilbertruimte) en wiskundige logica. Over deze zaken schreef hij ook diverse boeken.
In 1924 emigreerde zijn vader - een weduwnaar - naar de Verenigde Staten. Na enige tijd liet hij zijn kinderen overkomen. Halmos leerde goed Engels, zij het dat hij wel altijd een Hongaars accent bleef houden. Na zijn middelbareschooltijd ging hij naar de University of Illinois at Urbana-Champaign. Hij studeerde daar op zijn negentiende als bachelor af in de filosofie (als hoofdvak) en in de wiskunde (als bijvak). Daarna studeerde hij in eerste instantie verder in de filosofie maar stapte over naar de wiskunde. In 1938 behaalde hij zijn master.
Hij vond een baan aan het Institute for Advanced Study in Princeton (New Jersey). Na een half jaar kwam hij te werken onder de bekende Amerikaanse wiskundige John von Neumann, evenals Halmos van Hongaarse afkomst. Hij schreef hier ook zijn eerste boek waarmee hij direct succes had.
Vervolgens doceerde Halmos aan diverse andere hogere onderwijsinstellingen zoals de Syracuse University, de Universiteit van Chicago, de University of Michigan, de University of California, Santa Barbara, de Universiteit van Hawaï en Indiana University. Weliswaar ging hij in 1985 met emeritaat, maar tot aan zijn dood was hij verbonden aan de wiskundeafdeling van de Californische Santa Barbara-universiteit.
Hij was ook lid van de American Mathematical Society en zelfs enige tijd voorzitter van deze wiskundevereniging.
Paul Halmos overleed op 90-jarige leeftijd.

## Werken
- 1942 - Finite-Dimensional Vector Spaces
- 1950 - Measure Theory
- 1951 - Introduction to Hilbert Space and the Theory of Spectral Multiplicity
- 1956 - Lectures on Ergodic Theory
- 1960 - Naive Set Theory – In het Nederlands: Intuïtieve verzamelingenleer [vert. John Heise]. (Aula-boeken ; 372). Utrecht: Het Spectrum, 1968.
- 1962 - Algebraic Logic
- 1963 - Lectures on Boolean Algebras
- 1967 - A Hilbert Space Problem Book
- 1978 (met V. Sunder) - Bounded Integral Operators on L2 Spaces
- 1985 - I Want to Be a Mathematician
- 1996 - Linear Algebra Problem Book
- 1998 (met Steven Givant) - Logic as Algebra

- Bibliothèque nationale de France: cb12279010q (data)
- Catàleg d'autoritats de noms i títols de Catalunya: 981058512883606706
- CiNii: DA00024472
- DBLP: 25/179
- Gemeinsame Normdatei: 118746677
- International Standard Name Identifier: 0000 0001 0855 8402
- Library of Congress Control Number: n50018473
- Nationale Bibliotheek van Letland: 000095464
- Mathematics Genealogy Project: 4207
- Bibliotheek van het Japanse parlement: 00442263
- Nationale Bibliotheek van Tsjechië: jn20000602778
- Nationale Bibliotheek van Israël: 987007463556905171
- Nederlandse Thesaurus van Auteursnamen: 068449615
- Istituto Centrale per il Catalogo Unico: MILV000115
- LIBRIS: 190013
- SNAC: w6kd3hmn
- Système universitaire de documentation: 031607969
- Trove: 848210
- Virtual International Authority File: 22202491
- WorldCat: E39PBJdMcBKJKjdjqp6w8kxqwC